# Độ vuông
Độ vuông (deg2) là một đơn vị đo góc khối không thuộc hệ đo lường quốc tế. Các ký hiệu khác bao gồm sq. deg. và (°)2. Giống như độ được sử dụng để đo các phần của đường tròn, độ vuông được sử dụng để đo các phần của mặt cầu. Tương tự với một độ bằng π/180 radian, một độ vuông bằng (π/180)2 steradian (sr), hoặc khoảng 1/3283 sr hoặc 3046×10−4 sr.

## Ví dụ
- Trăng tròn chỉ có diện tích khoảng 0,2 deg2 khi nhìn từ bề mặt Trái Đất.[2] Mặt Trăng thay đổi từ 0,188 đến 0,244 deg2 tùy thuộc vào khoảng cách giữa Mặt Trăng và Trái Đất.
- Nhìn từ Trái Đất, Mặt Trời có diện tích khoảng 0,2 deg2 (giống như trăng tròn).[1]
- Chòm sao lớn nhất, Trường Xà, có diện tích khoảng 1303 deg2, trong khi chòm sao nhỏ nhất, Nam Thập Tự, chỉ có diện tích khoảng 68 deg2.[3]